# きのプロダクション
有限会社きのプロダクションは、日本のアニメ制作会社。

## 略歴・概要
1965年7月、漫画家であり、竜の子プロダクション動画部長を務めていた木下としお（木下敏雄）が、作画スタジオとして創業する。虫プロダクション（旧社）や竜の子プロダクションの作画下請けを主業務としていた。1970年代より仕上げ業務を開始し受注元を拡大、1980年代にはグロス請けを開始し制作会社へと転換した。2000年代からは自社企画による劇場映画制作も手掛ける。
クレジットは、「きのプロダクション」「きのプロ」「木のプロダクション」「キノプロダクション」の名義でされることが多い。

## 主な作品

### テレビアニメ
- ドン・チャック物語 (第一期)（制作元請：ナック、彩画、1975年）
  - ドン・チャック物語 (第二期)（制作元請：ナック、彩画、1976年）
- ななこSOS（制作元請：国際映画社、作画協力、1983年）
- サイコアーマー ゴーバリアン（制作元請：ナック、各話制作協力、1983年）
- キャプテン翼（第1作）中学生編（制作元請：土田プロダクション、作画協力、1983年-1986年）
- アタッカーYOU!（制作元請：ナック、作画協力、1984年-1985年）
- ゲゲゲの鬼太郎（第3期）（制作元請：東映動画、作画協力、1985年）
- 赤い光弾ジリオン （制作元請：竜の子プロダクション、各話協力プロダクション、1987年）
- ホワッツマイケル （各話アニメーション制作、1988年-1989年）
- たいむとらぶるトンデケマン! （制作元請：葦プロダクション、各話制作協力、1989年-1990年）
- もーれつア太郎（第2作） （制作元請：東映動画、作画協力、1990年）
- つる姫じゃ〜っ! （制作元請：アウベック、各話制作協力、1990年）
- アイドル天使ようこそようこ （制作元請：葦プロダクション、各話制作協力、1990年-1991年）
- あしたへフリーキック （制作元請：葦プロダクション、各話制作協力、1992年）
- 魔法のプリンセスミンキーモモ （制作元請：葦プロダクション、各話制作協力、1991年-1992年）
- 花の魔法使いマリーベル （制作元請：葦プロダクション、OP・EDアニメーション制作、1992年-1993年）
- 蒼き伝説 シュート! （制作元請：東映動画、作画協力、1993年-1994年）
- 熱血最強ゴウザウラー （制作元請：サンライズ（制作協力：葦プロダクション）、作画協力、1993年-1994年）
- GS美神 極楽大作戦!! （制作元請：東映動画、作画協力、1994年-1995年）
- ママレード・ボーイ （制作元請：東映動画、作画協力、1994年-1995年）
- 愛天使伝説ウェディングピーチ （制作元請：オー・エル・エム、作画協力、1995年-1996年）
- 地獄先生ぬ〜べ〜 （制作元請：東映動画、作画協力、1996年-1997年）
- 水色時代 （制作元請：スタジオコメット、各話制作協力、1996年-1997年）
- こどものおもちゃ （制作元請：ぎゃろっぷ、各話制作協力、1996年-1998年）
- 快傑ゾロ（制作元請：葦プロダクション、各話制作協力、1996年-1998年）
- おじゃる丸 （制作元請：ぎゃろっぷ、作画協力、1998年-2014年）
- トラブルチョコレート （制作元請：AIC 、各話制作協力、2000年）
- メダロット魂 （制作元請：トランスアーツ 、各話制作協力、2000年-2001年）
- ゴーゴー五つ子ら・ん・ど （制作元請：エイケン (マジックバス)、各話制作協力、2001年-2002年）
- オフサイド （制作元請：葦プロダクション、各話制作協力、2001年-2002年）
- しあわせソウのオコジョさん （制作元請：ラディクスエースエンタテインメント、各話協力プロダクション、2001年-2002年）
- 灰羽連盟 （制作元請：ラディクスエースエンタテインメント、各話協力プロダクション、2002年）
- キン肉マンII世 （制作元請：東映アニメーション、作画協力、2002年）
- ワンダーベビルくん （制作元請：ラディクスエースエンタテインメント、各話作画協力、2003年-2004年）
- Wind -a breath of heart- （制作元請：ラディクスエースエンタテインメント、各話協力プロダクション、2004年）
- アイシールド21 （制作元請：ぎゃろっぷ、各話制作協力、2005年-2008年）
- 雪の女王 ～THE SNOW QUEEN～ （制作元請：トムス・エンタテインメント、各話制作協力、2005年-2006年）
- ラブゲッCHU 〜ミラクル声優白書〜 （制作元請：ラディクスエースエンタテインメント、各話協力プロダクション、2006年）
- 妖逆門 （制作元請：ラディクスエースエンタテインメント、各話協力プロダクション、2006年-2007年）
- しおんの王 （制作元請：スタジオディーン、各話協力プロダクション、2007年-2008年）
- ヴァンパイア騎士 （制作元請：スタジオディーン、各話協力プロダクション、2008年）
- 毎日かあさん （制作元請：ぎゃろっぷ、各話制作協力、2009年-2012年）
- 07-GHOST （制作元請：スタジオディーン、各話制作協力、2009年）
- ドラゴンクライシス! （制作元請：スタジオディーン、各話制作協力、2011年）
- クッキンアイドル アイ!マイ!まいん! （制作元請：スタジオディーン、各話制作協力、2011年）
- 遊☆戯☆王ZEXAL （制作元請：ぎゃろっぷ、作画協力、2011年-2012年）
  - 遊☆戯☆王ZEXAL II （制作元請：ぎゃろっぷ、作画協力、2012年-2014年）
- ぬらりひょんの孫 〜千年魔京〜 （制作元請：スタジオディーン、各話制作協力、2011年）
- ダンボール戦機W （制作元請：オー・エル・エム、作画協力、2012年-2013年）
  - ダンボール戦機WARS （制作元請：オー・エル・エム、作画協力、2013年）
- サザエさん（制作元請：エイケン、各話制作協力、2016年-）

### 劇場アニメ
- 映画ドラえもん同時上映作品シリーズ
  - ドラミ&ドラえもんズ ロボット学校七不思議!? （制作元請：シンエイ動画、動画、1996年）
  - ザ☆ドラえもんズ 怪盗ドラパン謎の挑戦状! （制作元請：シンエイ動画、動画、1997年）
  - ザ☆ドラえもんズ ムシムシぴょんぴょん大作戦! （制作元請：シンエイ動画、動画、1998年）
  - 帰ってきたドラえもん （制作元請：シンエイ動画、動画、1998年）
  - のび太の結婚前夜 （制作元請：シンエイ動画、協力、1999年）
  - ドラミ&ドラえもんズ 宇宙ランド危機イッパツ! （制作元請：シンエイ動画、協力、2001年）
- 劇場版Dr.スランプ アラレちゃんシリーズ
  - Dr.スランプ アラレちゃん んちゃ!ペンギン村より愛をこめて（制作元請：東映アニメーション、協力、1993年）
  - Dr.スランプ アラレちゃん ほよよ!!助けたサメに連れられて…（制作元請：東映アニメーション、協力、1994年）
  - Dr.スランプ アラレちゃん んちゃ!!わくわくハートの夏休み（制作元請：東映アニメーション、協力、1994年）

### OVA
- チャレンジ4年生ビデオ（制作元請：ラディクスエースエンタテインメント、作画協力、2004年）

## 関連人物
- 木下としお
- 川村敏江
- 氏家章雄

- 望月謙
- 矢ヶ崎美恵
- 川口準之祐